# Linn Svahn
Linn Maria Svahn, född 9 december 1999 i Lycksele, är en svensk längdskidåkare. Svahn vann sprintcupen säsongen 2019/2020 och blev därmed den andra svenska kvinnan att vinna en titel i världscupen, efter Stina Nilssons vinst i sprintcupen året innan.
Den 31 januari 2021 vann Linn Svahn sin nionde världscuptävling när hon vann sprintfinalen i Faluns världscuptävlingar. Linn Svahn blev då den yngsta kvinnliga längdskidåkaren i världshistorien med nio segrar i VC vid 21 år och 53 dagars ålder.[källa behövs]

## Biografi
Linn Svahn tillhör en skidengagerad familj. Själv hade hon under tonåren även prövat på brottning, fotboll, orientering och slalom, före det slutliga valet att satsa på längdskidåkning.

### Juniorkarriär
Under säsongen 2014/2015 dominerade Linn Svahn i sin D-16-klass vid ungdoms-SM genom segrar på alla distanser. Under vintern samma säsong vann hon alla tävlingar utom en i sin åldersklass.
Sommaren 2015 flyttade delar av familjen från Lycksele till Frösön, inklusive syskonen Leo och Alva, som då tävlade på juniornivå för Frösö IF i fotboll och i längdåkning för Östersunds SK. 16-åringen Linn Svahn blev dock kvar i Lycksele, där hon under hösten samma år började på det lokala skidgymnasiet. Hon inledde samtidigt tävlande på juniornivå för IFK Umeå, och när skidsäsongen startade vann hon junior-SM i D17-18-klassen. Hon kom därefter att läsa två år på skidgymnasiet, för att avsluta med de två avslutande läsåren på skidprogrammet sedan till sist även hon flyttat till Östersund.
Linn Svahn blev under tonåren känd som en träningsvillig och viljestark längdåkare och uppgifter finns om att hon aldrig brutit en tävling. Vintersäsongen 2016/2017 blev det dock inte mycket till tävlande på grund av en allvarlig knäskada med åtföljande långvarig rehabträning. Nästföljande säsong gav blandade resultat och hon återkom på svensk medaljnivå först året 2018/2019 bland annat i det svenska stafettlag som vann brons på junior-VM.

### Seniorframgångar 2019–2021
Samma vinter gjorde Svahn debut bland seniorerna i världscupen, när hon i mars 2019 slutade 21:a i fristilssprinten i Falun.
Den 14 december 2019 vann hon sin första världscupdeltävling, när hon i sin andra världscuptävling segrade i fristilssprinten i Davos i Graubünden i Schweiz. Därefter har hon etablerat sig på internationell toppnivå på inte minst sprintsträckor. Under säsongen 2019/2020 vann hon ytterligare två världscupssprintar och blev trea på ytterligare en; som resultat vann hon sprintcupen.
Framgångarna på sprintsträckor fortsatte med – fram till början av januari 2021 – ytterligare fyra sprintsegrar. Dessutom vann hon 10 km masstart (klassiskt) i Val Müstair, ingående i säsongens Tour de Ski  och tog ytterligare en seger på 10 kilometer masstart (klassiskt) i Falun, där hon bland annat slog Therese Johaug.
18 januari 2021 belönades Linn Svahn på svenska Idrottsgalan med priset som 2020 års kvinnliga idrottare.
Inför VM i Oberstdorf 2021 var Svahn favorit till sprintgulden, men på grund en axelskada som Svahn ådrog sig under världscupen i Ulricehamn blev uppladdningen inför VM inte optimal. Svahn ställde enbart upp i ett lopp under VM – den individuella sprinten – där hon slutade elva. Trots att Svahn varit favorittippad både till teamsprinten och till sista sträckan i stafetten "petades" hon från vidare tävling under VM 2021. Även om Sverige inte ställde upp i samtliga världscuptävlingar säsongen 2020/2021 på grund av covid-19, slutade Svahn trea i den totala sprintcupen, där hon vann fyra av fem starter.

### Skada och långvarig frånvaro
I den sista starten i sprintcupen 2020/2021 ramlade hon och skadade sin axel. Svahn blev totalt sjua i den totala världscupen samma säsong. Den 8 september 2021 – sju månader efter fallet – opererades Linn Svahn för sin axelskada. Skadan var omfattande och operationen av axeln resulterade i "fjorton hål i axeln". Att  Svahn fortsatte tävla trots skadan med rehab-träning som den enda åtgärden gjorde att skadan blev än mer omfattande. Landslagsläkaren Per "Pliggen" Andersson var självkritisk till sitt agerande efteråt. Till följd av skadan missade Svahn OS 2022. Hennes mål blev att komma tillbaka till VM 2023.
Linn Svahn opererades ytterligare en gång i december 2021, på grund av den skada som hon ådrog sig i slutet av säsongen 2020/2021. Våren 2022 valde Svahn att lämna landslaget för att kunna "jobba tajtare med mitt eget team på hemmaplan och lägga upp en plan som både är optimal för min återhämtning i skadan och utvecklande och motiverande mot mina framtida mästerskapsmål". Några dagar senare lämnade även Frida Karlsson och Maja Dahlqvist landslaget.

### Återkomst i världscupen 2022/2023
Vägen tillbaka för Linn Svahn kantades av lång rehab-träning med en del bakslag, men i februari 2023 stod hon åter igen på start i världscupen i Livigno, där hon i den individuella sprinten slutade femma och i teamsprinten etta tillsammans med Maja Dahlqvist. I sprinten i franska Les Rousses slutade Svahn helgen efter på fjärde plats. Under Svahns långa skadeperiod förlorade hon sina FIS-punkter, en ranking som ska vara så hög som möjligt för bättre startposition.
 Svahn fick dock tillbaka dessa men då tillsammans med "straffpunkter" på grund av hennes frånvaro från tävlingsarenan. Detta medförde att hon fick en dålig startposition i Les Rousses på 20 kilometer. Hon startade sist i fältet på 45:e plats och kom i mål på 15:e plats.
Efter goda resultat i bland annat italienska Livigno togs Linn Svahn ut i den svenska truppen inför 2023 års skid-VM i slovenska Planica. Svahn slutade fyra i sprinten och fyra på tremilen endast sekunder från brons och 4,5 sekunder från silver.  Efter VM insjuknade Svahn "troligtvis i influensa" vilket innebar att hon missade återstående tävlingar i världscupen.

### Säsongen 2023/2024
Under Sverigepremiären i Gällivare slutade Svahn trea på 10 km klassiskt och fyra på 10 km fristil. I världscupspremiären i Ruka deltog hon i samtliga lopp och tog med sig en 5:e plats från den klassiska sprinten samt en 9:e respektive 16:e plats från distansloppen. I världscupen i Östersund blev det pallplats där Svahn slutade trea i sprinten och i Trondheim på en andra plats. Svahn hade bästa kvaltiden både i Östersund och i Trondheim.
På öppningsdistansen av Tour de Ski 2023/24, sprint i fristil i Toblach i Italien, vann Linn Svahn före Jonna Sundling och Kristine Stavås Skistad, och tog därmed sin första världscupseger på 1063 dagar. 3 januari vann hon ytterligare en sprinttävling i Davos, Schweiz, och blev därmed den första kvinna att vinna sammanlagt fyra sprintsegrar i Tour de Ski. Under tourens avslutning i Val di Fiemme vann Svahn 15 km masstart i klassisk stil. Sammanlagt slutade hon på sjätte plats i touren. 
Svahn vann även tävlingarna efter touren, i klassisk stil i Oberhof och i fristil i Goms. Hon deltog även i det stafettlag som vann i Oberhof och Goms.
Linn Svahn slutade till slut på en andra plats i den totala världscupen 2023/24 efter Jessie Diggins. Detta var den högsta placeringen för en svensk kvinna i den totala världscupen sedan Marie-Helene Westin nådde samma placering säsongen 1987–1988. Hon vann dessutom sprintcupen för andra gången i karriären. Svahn var den åkaren som hade flest pallplatser (13) av samtliga damer. Linn Svahn kom till VM i Trondheim 2025 i kanonform enlig hennes privata tränare Ola Ravlad var hon i bättre form än någonsin: " Jag har aldrig sett Linn så stark som nu innan hon åkte till Trondheim". Dagen innan VM i sprint i Trondheim ramlade Svahn och fick hjärnskakning och missade alla lopp under VM.

## Resultat

### Världscupen

#### Individuella pallplatser
Svahn har 25 individuella pallplatser i världscupen: 16 segrar, 5 andraplatser och 4 tredjeplatser.
| Säsong  | Datum            | Plats         | Disciplin           | Placering |
| ------- | ---------------- | ------------- | ------------------- | --------- |
| 2019/20 | 14 december 2019 | Davos         | Sprint (F)          | 1:a       |
| 2019/20 | 11 januari 2020  | Dresden       | Sprint (F)          | 1:a       |
| 2019/20 | 8 februari 2020  | Falun         | Sprint (K)          | 1:a       |
| 2019/20 | 4 mars 2020      | Konnerud      | Sprint (F)          | 3:a       |
| 2020/21 | 27 november 2020 | Ruka          | Sprint (K)          | 1:a       |
| 2020/21 | 1 januari 2021   | Val Müstair   | Sprint (F)          | 1:a       |
| 2020/21 | 2 januari 2021   | Val Müstair   | 10 km masstart (K)  | 1:a       |
| 2020/21 | 9 januari 2021   | Val di Fiemme | Sprint (K)          | 1:a       |
| 2020/21 | 30 januari 2021  | Falun         | 10 km masstart (K)  | 1:a       |
| 2020/21 | 31 januari 2021  | Falun         | Sprint (K)          | 1:a       |
| 2023/24 | 9 december 2023  | Östersund     | Sprint (K)          | 3:a       |
| 2023/24 | 12 december 2023 | Trondheim     | Sprint (F)          | 2:a       |
| 2023/24 | 30 december 2023 | Toblach       | Sprint (F)          | 1:a       |
| 2023/24 | 1 januari 2024   | Toblach       | 20 km jaktstart (F) | 3:a       |
| 2023/24 | 3 januari 2024   | Davos         | Sprint (F)          | 1:a       |
| 2023/24 | 6 januari 2024   | Val di Fiemme | 15 km masstart (K)  | 1:a       |
| 2023/24 | 19 januari 2024  | Oberhof       | Sprint (K)          | 1:a       |
| 2023/24 | 27 januari 2024  | Goms          | Sprint (F)          | 1:a       |
| 2023/24 | 10 februari 2024 | Canmore       | Sprint (F)          | 3:a       |
| 2023/24 | 13 februari 2024 | Canmore       | Sprint (K)          | 1:a       |
| 2023/24 | 18 februari 2024 | Minneapolis   | Sprint (F)          | 2:a       |
| 2023/24 | 12 mars 2024     | Drammen       | Sprint (K)          | 2:a       |
| 2023/24 | 15 mars 2024     | Falun         | Sprint (K)          | 2:a       |
| 2024/25 | 3 januari 2025   | Val di Fiemme | Sprint (K)          | 2:a       |
| 2024/25 | 14 februari 2025 | Falun         | Sprint (K)          | 1:a       |

#### Pallplatser i lag
I lag har Svahn sju pallplatser i världscupen: sex segrar och en andraplats.
| Säsong    | Datum            | Plats      | Disciplin             | Placering | Lagkamrat(er)                 |
| --------- | ---------------- | ---------- | --------------------- | --------- | ----------------------------- |
| 2019/20   | 22 december 2019 | Planica    | Sprintstafett (F)     | 1:a       | Maja Dahlqvist                |
| 2019/20   | 12 januari 2020  | Dresden    | Sprintstafett (F)     | 1:a       | Maja Dahlqvist                |
| 2020/21   | 7 februari 2021  | Ulricehamn | Sprintstafett (F)     | 2:a       | Maja Dahlqvist                |
| 2022/2023 | 22 februari 2023 | Livigno    | Sprintstafett (F)     | 1:a       | Maja Dahlqvist                |
| 2023/24   | 21 januari 2024  | Oberhof    | 4 x 7,5 km stafett    | 1:a       | Karlsson, Andersson, Sundling |
| 2023/24   | 26 januari 2024  | Goms       | 4 x 5 km mixedstafett | 1:a       | Poromaa, Karlsson, Burman     |
| 2023/24   | 26 februari 2024 | Lahtis     | Sprintstafett (K)     | 1:a       | Jonna Sundling                |

#### Ställning i världscupen
| Säsong  | Discipliner | Discipliner | Discipliner | Discipliner | Discipliner | Discipliner | Tourer      | Tourer      | Tourer    | Tourer |
| Säsong  | Totalt      | Totalt      | Distans     | Distans     | Sprint      | Sprint      | Nord. öppn. | Tour de Ski | VC- avsl. |        |
| Säsong  | Poäng       | Plac.       | Poäng       | Plac.       | Poäng       | Plac.       | Nord. öppn. | Tour de Ski | VC- avsl. |        |
| ------- | ----------- | ----------- | ----------- | ----------- | ----------- | ----------- | ----------- | ----------- | --------- | ------ |
| 2018/19 | 10          | 99:a        | –           | –           | 10          | 65:a        | –           | –           | –         |        |
| 2019/20 | 559         | 16:e        | 50          | 39:a        | 509         | 1:a         | –           | –           | i.u.      |        |
| 2020/21 | 688         | 7:a         | 269         | 14          | 275         | 3:a         | 7:a         | 14:e        | –         |        |
| 2022/23 | 314         | 53:a        | 52          | 67:a        | 262         | 30:e        | –           | –           | –         |        |
| 2023/24 | 2571        | 2:a         | 1072        | 8           | 1274        | 1:a         | –           | 6:a         | –         |        |

### Världsmästerskap
| Tävling         | 10 km | Skiathlon | 30 km | Sprint | Stafett | Lagsprint |
| --------------- | ----- | --------- | ----- | ------ | ------- | --------- |
| Oberstdorf 2021 | –     | –         | –     | 11:a   | –       | –         |
| Planica 2023    | –     | 16:e      | 4:a   | 4:a    | –       | –         |